# 社会公平
社会公平关注的是基于实质平等原则的社会政策的公正和正義。自20世纪60年代以来，社会公平的概念已被广泛应用于教育和公共行政学等多个领域。